# 픽셀 6
픽셀 6(영어: Pixel 6) 및 픽셀 6 프로(영어: Pixel 6 Pro)는 구글이 설계, 개발, 판매하는 안드로이드 스마트폰이다. 그들은 집합적으로 픽셀 5의 후속작 역할을 한다. 2021년 8월, 구글 텐서(Google Tensor)라는 이름의 사용자 지정 시스템 온 칩에 의해 구동될 것이라는 보고서를 확인하면서, 이 전화들은 처음 시사회되었다. 카메라는 뒷면의 가로 막대에 내장되어 있으며, 전면에는 중앙에 구멍 뚫린 디스플레이 노치가 있다. 안드로이드 12와 함께 출시되었으며, 구글이 수많은 인공지능과 주변 컴퓨팅 기능을 발표했다.
IT 분야의 팁스터인 맥스 웨인바흐에 의해 렌더링이 유출되었는데 퀄컴 스냅드래곤 888이나 삼성전자의 삼성 엑시노스 2100보다는 성능이 낮으며 삼성전자의 5 나노미터 공정으로 생산된 프로세서를 기반으로 한 스냅드래곤 865와 스냅드래곤 888 사이의 성능을 가진 프로세서를 탑재할 것으로 예상했다. 인공지능 프로세싱 유닛(Neural Processing Unit)이나 이미지 신호 프로세서(Image Signal Processor)의 경우 이전 기종에서처럼 탑재될 것으로 보이며 인공지능 프로세싱 유닛이 5,000만 화소의 ISP와 함께 이미지를 좀 더 자연스럽게 보이도록 처리하는 것을 도와 주기 위해 사용될 것으로 보인다고 말했다. 이전 기종인 픽셀 5에서 가장 많은 지적을 받은 부분은 카메라 하드웨어의 성능이었는데, 흔들림 보정을 위해 픽셀 2가 사용하던 1,220만 화소 카메라를 사용한 것이 문제였다. 이를 개선하기 위해 픽셀 6은 5,000만 화소의 이미지 프로세싱 유닛을 탑재한 것으로 생각된다.

## 역사
픽셀 6와 픽셀 6 프로는 2021년 8월 2일 구글에 의해 시연되었으며, 이 결과 새로운 디자인과 맞춤형 텐서 시스템 온 칩(SoC)의 도입이 확정되었다. 기존 픽셀 기기는 퀄컴 칩을 사용했으며 구글은 이르면 2016년부터 자체 칩(코드명 화이트채플) 개발을 시작했다. 이 칩의 이름은 구글의 텐서플로우 기술과 텐서프로세서유닛(TPU) 기술의 이름을 따서 지어졌다.

2021년 10월 19일 "픽셀 가을 출시" 행사에서 공식 발표되었으며, 2021년 10월 28일부터 9개국에서 출시될 예정이다. 휴대폰이 예약주문을 할 수 있게 된 직후 구글 스토어와 구글 파이 스토어는 모두 일시적인 중단 사태를 겪었다.

구글은 출시 행사 기간 중 픽셀 6의 경우 3가지 색상 옵션, 픽셀 6 프로의 경우 4가지 색상 옵션으로 당일 사전 주문이 가능해진 폰의 공식 케이스를 발표했으며, 11월 18일부터 판매를 시작해 12월 13일부터 배송을 시작했다. 이 전화기의 예약 주문은 발표와 같은 날 시작되었고, 10월 25일부터 배송이 시작되었다. 구글 스토어는 블랙 프라이데이에 대해 예년과 달리 어떤 할인도 제공하지 않았다. 픽셀 6와 픽셀 6 프로는 2022년 2월 3일 이탈리아와 스페인에서 "수량 제한"으로 출시되었으며, 2월 15일 싱가포르에서 제한적으로 출시되었다.

## 디자인
픽셀 6와 픽셀 6 프로는 모두 대형 카메라바와 후면의 투톤 컬러 구성 등 이전 세대의 픽셀폰과 시각적으로 구별되는 독특한 새로운 디자인이 특징이다. 휴대폰의 전면에는 각각 얇은 베젤과 펀치홀 디스플레이가 있다. 그것들은 각각 세 가지 색상으로 제공된다.
| 픽셀 6    | 픽셀 6    | 픽셀 6      |                 | 픽셀 6 프로 | 픽셀 6 프로 | 픽셀 6 프로 |
|           |           |             |                 |             |             |             |
| 킨다 코랄 | 솔타 시폼 | 스토미 블랙 | 클라우드 화이트 | 솔타 서니   | 스토미 블랙 |             |

## 사양

### 하드웨어
픽셀 6 프로는 6.4인치 (160mm) FHD+ 1080p OLED 디스플레이를 411ppi에 1080×2400픽셀 해상도와 20:9 비율로 갖추고 있으며, 픽셀 6 프로는 512pi에 6.7인치 (170mm) QHD+ 1440PTP LPTO OLED 디스플레이를 갖추고 있다. 픽셀 6 프로는 4800만 화소의 망원 후면 카메라를 추가로 갖추고 있으며, 두 전화 모두 5000만 화소의 와이드 후면 카메라와 1200만 화소의 울트라 와이드 후면 카메라를 포함하고 있다. 한편, 픽셀 6의 전면 카메라는 800만 화소의 와이드 렌즈를, 픽셀 6 프로의 전면 카메라는 1110만 화소의 초광각 렌즈를 포함하고 있다. 새로운 텐서 칩은 또한 라이브 HDR+를 비디오로 가져왔으며, 장치의 나이트사이트 및 슈퍼 Res Zoom 기능을 향상시켰다.
픽셀 6 프로는 5003mAh 배터리를 가지고 있는 반면, 픽셀 6 프로는 4614mAh 배터리를 가지고 있다. 두 휴대폰 모두 30W 고속충전, 고속무선충전을 지원한다. 픽셀 6 프로는 128, 256 GB의 스토리지와 8 GB의 RAM을 사용할 수 있으며 픽셀 6 프로는 128, 256, 512 GB의 스토리지와 12 GB의 RAM을 사용할 수 있다. 텐서 칩 외에도 두 폰 모두 RISC-V 오픈 표준을 기반으로 한 타이탄 M2 보안 모듈을 탑재했으며 언더디스플레이 광학 지문 스캐너, 스테레오 스피커, 고릴라 글래스 빅터스도 탑재했다. 2022년 4월, 9 to 5 Google은 픽셀 6 프로가 페이스 언록 기능을 탑재할 계획이었으나 프로젝트 솔리 레이더 기술보다는 전화기의 전면 카메라에만 의존한다고 보고했다.

### 소프트웨어
이전 세대의 픽셀 폰과 마찬가지로 구글은 픽셀 폴 론칭 이벤트 동안 인공지능과 주변 컴퓨팅 기능에 중점을 두어 매직 지우개, 페이스 언블러, 모션 모드, 리얼 톤, Direct My Call, Wait Times, Live Translate 등의 기능을 선보였다. 또한 어시스턴트 음성 타이핑과 문법 수정은 픽셀 6 시리즈에서 독점적인 기능으로 작용하고 있으며 구글 페이의 디지털 카 키 기능은 픽셀 6, 픽셀 6 프로, 삼성 갤럭시 S21에서 11월에 처음 출시되었다. 구글의 머티리얼 디자인 언어의 보다 개인화된 변형인 머티리얼 유는 또한 구글의 마케팅 노력에 주요한 초점을 맞췄다.
픽셀 6와 픽셀 6 프로는 출시 시점에 안드로이드 12와 구글 카메라 앱 버전 8.3과 함께 출시되다. 주요 OS 업그레이드는 2024년까지 3년, 보안 업데이트는 2026년까지 5년 동안 지원된다. 픽셀 하강 이벤트는 보안 서브 및 개인 정보 대시보드의 도입과 함께 구형 픽셀용 안드로이드 12의 출시와 동시에 이루어졌다. 픽셀 5a의 추세를 이어가면서 픽셀 6와 픽셀 6 프로는 구글 포토에 무제한 사진 저장 기능을 제공하지 않았으며, 이 제안을 포함하지 않은 두 번째 픽셀 폰이 되었다. 픽셀 폴 런칭 이벤트와 동시에 안드로이드 12는 구형 픽셀 폰에서 사용할 수 있게 되었고 보안 허브와 개인 정보 대시보드가 도입되었다. 구글은 픽셀 6 시리즈를 구글원, 유튜브 프리미엄, 유튜브 뮤직 프리미엄, 구글 플레이 패스, 연장 보증과 함께 묶은 애플 원, 엑스박스 올 액세스와 유사한 구독 번들인 픽셀 패스를 발표했다.

## 마케팅
구글 킥은 2021년 9월 온라인 광고, 주요 도시의 광고, 잡지 광고를 시작으로 휴대폰의 마케팅 캠페인을 일찍 시작했다. 픽셀 6 테마의 감자칩은 일본에서 판매되었다. 게다가, 그 회사는 휴대폰을 홍보하기 위해 채널 4, NBA, 스냅챗과 제휴했다. 이 전화기의 모델들은 출시 행사 전에 뉴욕 시에 있는 구글 스토어 첼시에서도 전시되었다. 루스 포랏 구글 CFO는 앞서 지난 8월 모기업 알파벳의 분기 수익 투자자 통화에서 구글 하드웨어 책임자인 릭 오스테를로가 "마케팅에 투자하겠다"고 밝힌 바 있다.
2021년 11월, 마블 시네마틱 유니버스(MCU) 미디어 프랜차이즈에서 샹치를 연기하는 배우 시무 류가 픽셀 6의 브랜드 홍보대사로 활동할 것이라고 발표되었다. NBA 선수 지아니스 안테토쿤보와 매직 존슨도 미국에서 전화기의 브랜드 홍보대사로 활동하고 있으며, 테니스 선수 레일라 페르난데스는 캐나다에서 같은 일을 하고 있다. 2022년 2월, 구글은 슈퍼볼 LVI에서 방영을 앞두고 당시 발표되지 않은 미국 가수 리조의 곡 "If You Love Me"를 특징으로 하는 광고를 공개하여 픽셀 6의 리얼 톤 기능을 광고하였다. 조슈아 키시가 감독하고 광고 대행사 구트 마이애미와 공동으로 만든 이 60초짜리 광고는 회사의 첫 픽셀 관련 슈퍼볼 스팟을 표시했으며, GLAAD는 LGBTQ 사람들이 등장하는 유일한 슈퍼볼 LVI 광고로 주목했다. 다른 프로모션으로는 2021년 크리스마스를 앞두고 #팀픽셀 멤버들을 위한 픽셀 6 양말과 "픽셀 슈퍼팬"용 텐서 스티커가 있다.

## 미래
픽셀 6와 픽셀 6 프로는 2022년 말 구글 I/O 기조연설 때 예고됐던 픽셀 7과 픽셀 7 프로가 뒤를 잇게 된다. 2021년 10월까지 개발 중이던 2세대 텐서칩으로 구동되며 안드로이드 13과 함께 출하된다. 이 행사에서 구글은 지난 7월 출시된 픽셀 6 시리즈의 미드레인지 변형인 픽셀 6a도 발표했다.